# Idioma amto
El amto es uno de los dos idiomas pertenecientes a la familia amto-musan, solo es hablado en una pequeña región de Papúa Nueva Guinea. entre un 20 o 25% de las personas que hablan este idioma son analfabetas, y la mayoría también utiliza otros idiomas, por lo cual el amto está en riesgo de desaparecer.
Este idioma también es conocido con los nombres de ki, siwai, siawi y siafli.
- Datos: Q56517